# Плотников, Владимир Александрович (академик)
Владимир Александрович Плотников (7 (19) мая 1873 — 11 сентября 1947) — физико-химик, член-корреспондент АН СССР (1932), академик АН УССР, автор трудов по неводным растворам. Основатель института общей и неорганической химии.

## Биография
В 1892 году закончил орловскую мужскую гимназию. Окончил Московский университет (1895). В 1895—1898 годах работал в Брянском техническом училище, в 1899—1941 годах — в Киевском политехническом институте (с 1910 года — профессор).
В 1931—1941 годах — директор Института органической химии АН УССР. В годы Великой Отечественной войны остался в оккупированном Киеве, по инициативе К. Ф. Штеппы был назначен директором Украинской академии наук, которая, однако, фактически не функционировала. В конце войны — во Вроцлаве, в Праге, после освобождения Праги вернулся в Киев, с 1945 года работал в Институте общей и неорганической химии АН УССР.
В. А. Плотников начал исследования по электрохимии неводных растворов, которые впоследствии в 1920—1930-х годах развились в оригинальное научное направление, известный среди учёных под названием «Киевская электрохимическая школа».
Совместно с сотрудниками впервые в мире получил путём электролиза металлический алюминий при комнатной температуре. В предвоенное время школа В. А. Плотникова сделала весомый вклад в изучение природы электролитных растворов. В этот период на кафедре работали учёные, работы которых способствовали развитию химии неводных растворов: чл.-корр. АН УССР В. А. Избеков, проф. Н. А. Рабинович, проф. Я. А. Фиалков, проф. Ю. Я. Горенбейн, П. З. Фишер, акад. АН УССР Ю. К. Делимарский и др.
Юрий Фиалков отметил о Владимире Александровиче, что:

Его память достойна куда более трепетного отношения, чем то, какое она встречает сегодня. Вот почему я стараюсь вспоминать о Плотникове с максимальной обстоятельностью и акцентировкой при малейшей возможности — в своих книгах, во всякого рода исторических обзорах. Остается надеяться, что будущие историки науки на Украине воздадут должное Владимиру Александровичу Плотникову — одной из самых видных фигур отечественной химии